# Roda de Ter
Roda de Ter – gmina w Hiszpanii, w prowincji Barcelona, w Katalonii, o powierzchni 2,23 km². W 2011 roku gmina liczyła 6172 mieszkańców.